# Solenocaulon querciformis
Solenocaulon querciformis är en korallart som beskrevs av Nutting 1911. Solenocaulon querciformis ingår i släktet Solenocaulon och familjen Anthothelidae. Inga underarter finns listade i Catalogue of Life.